# Reprodukcja (demografia)
Reprodukcja − proces demograficzny, w którym uwzględniane są relacje między liczbą urodzeń i zgonów. Charakteryzowany jest przez współczynniki reprodukcji brutto oraz reprodukcji netto, a także przyrostu naturalnego, dzietności i dynamiki demograficznej.
Współczynnik dynamiki demograficznej oznacza stosunek liczby urodzeń żywych do liczby zgonów w danym okresie, podawany w procentach bądź promilach. Wskaźnik reprodukcji brutto jest iloczynem współczynnika dzietności oraz stosunku urodzeń dziewczynek wśród wszystkich noworodków. Natomiast w reprodukcji netto uwzględnia się prawdopodobieństwo dożycia dziewczynek do wieku matek w momencie porodu. Wielkość tego współczynnika określa następujące typy reprodukcji:
- prosta (współczynnik równy 1,000) − liczebność pokolenia córek równa jest liczebności pokolenia matek;
- rozszerzona (współczynnik wyższy niż 1,000) − liczebność pokolenia córek jest większa od liczebności pokolenia matek;
- zawężona (współczynnik niższy niż 1,000) − liczebność pokolenia córek jest mniejsza od liczebności pokolenia matek.